# Max-Schmeling-Halle
Max-Schmeling-Halle är en idrotts- och evenemangsarena som ligger i Berlinstadsdelen Prenzlauer Berg.
Den ligger i anslutning till Mauerpark och är en del i idrottskomplexet Friedrich-Ludwig-Jahn-Sportpark. Hallen stod klar 1996 och invigdes 1997. Den har fått sitt namn efter boxningsvärldsmästaren Max Schmeling. Här spelar handbollslaget Füchse Berlin. Basketlaget ALBA Berlin spelade sina hemmamatcher här, fram till september 2008 då den nya arenan O2 World öppnade.

## Evenemang
- Världsmästerskapet i handboll för herrar 2007

## Bildgalleri

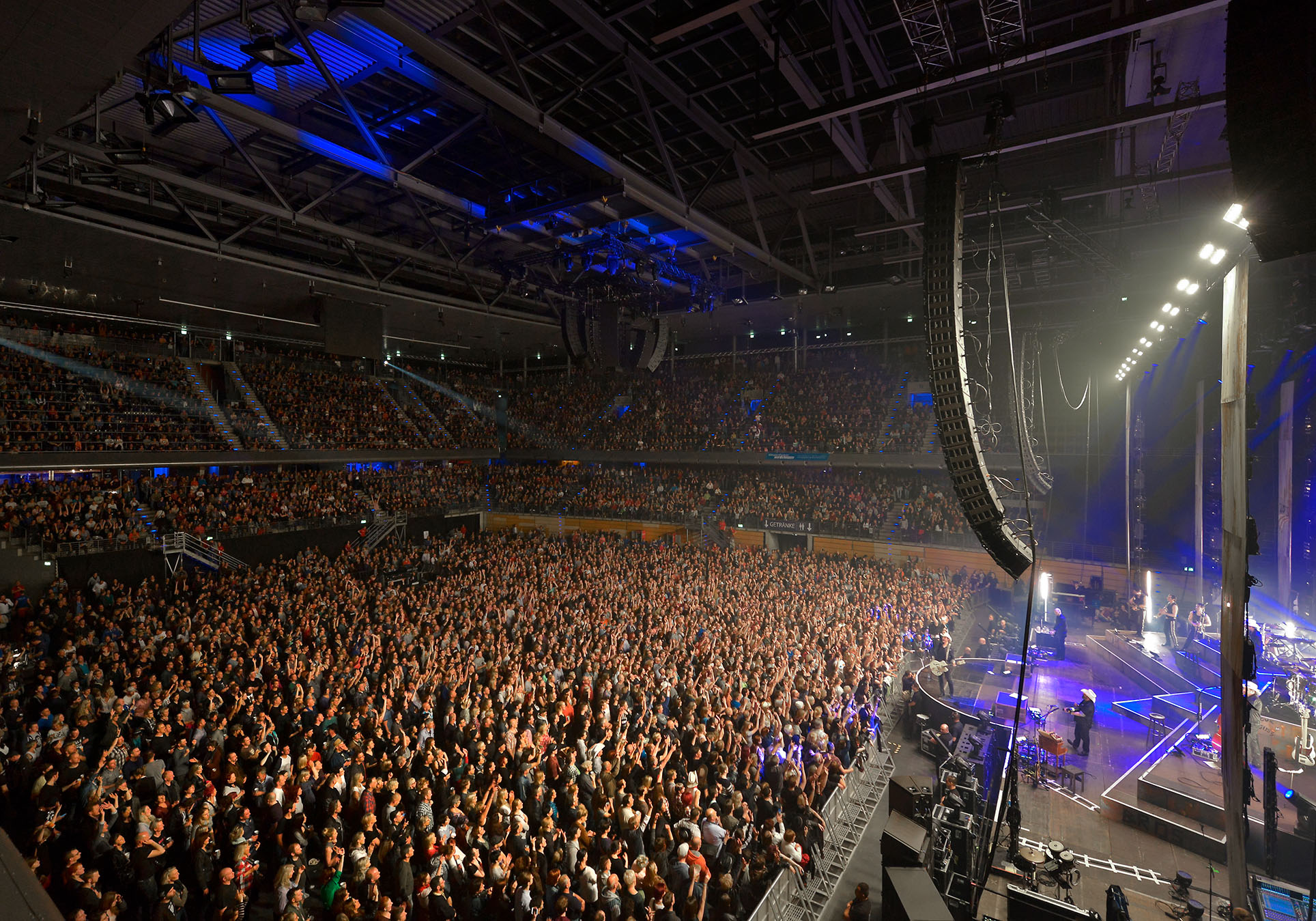
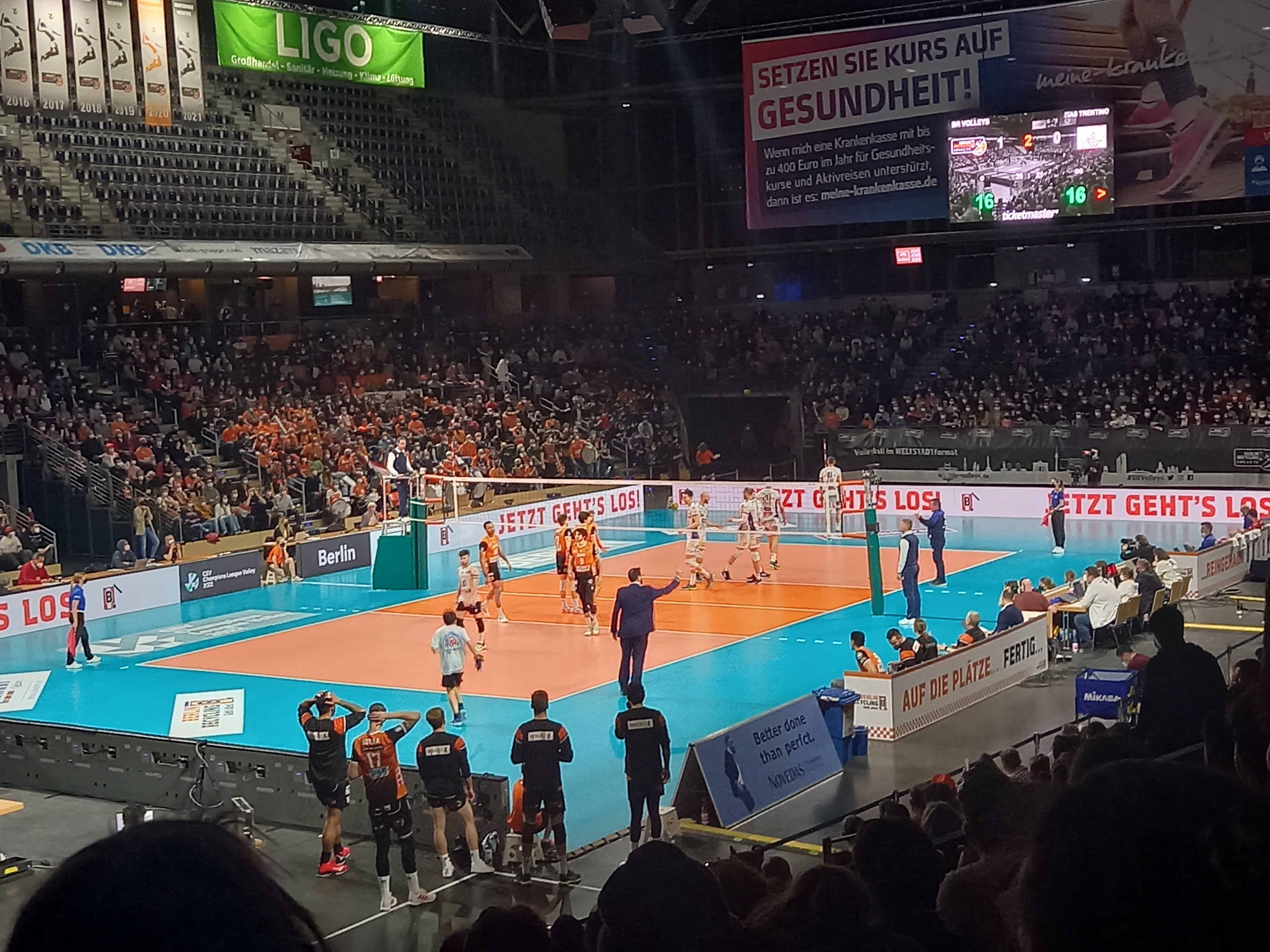
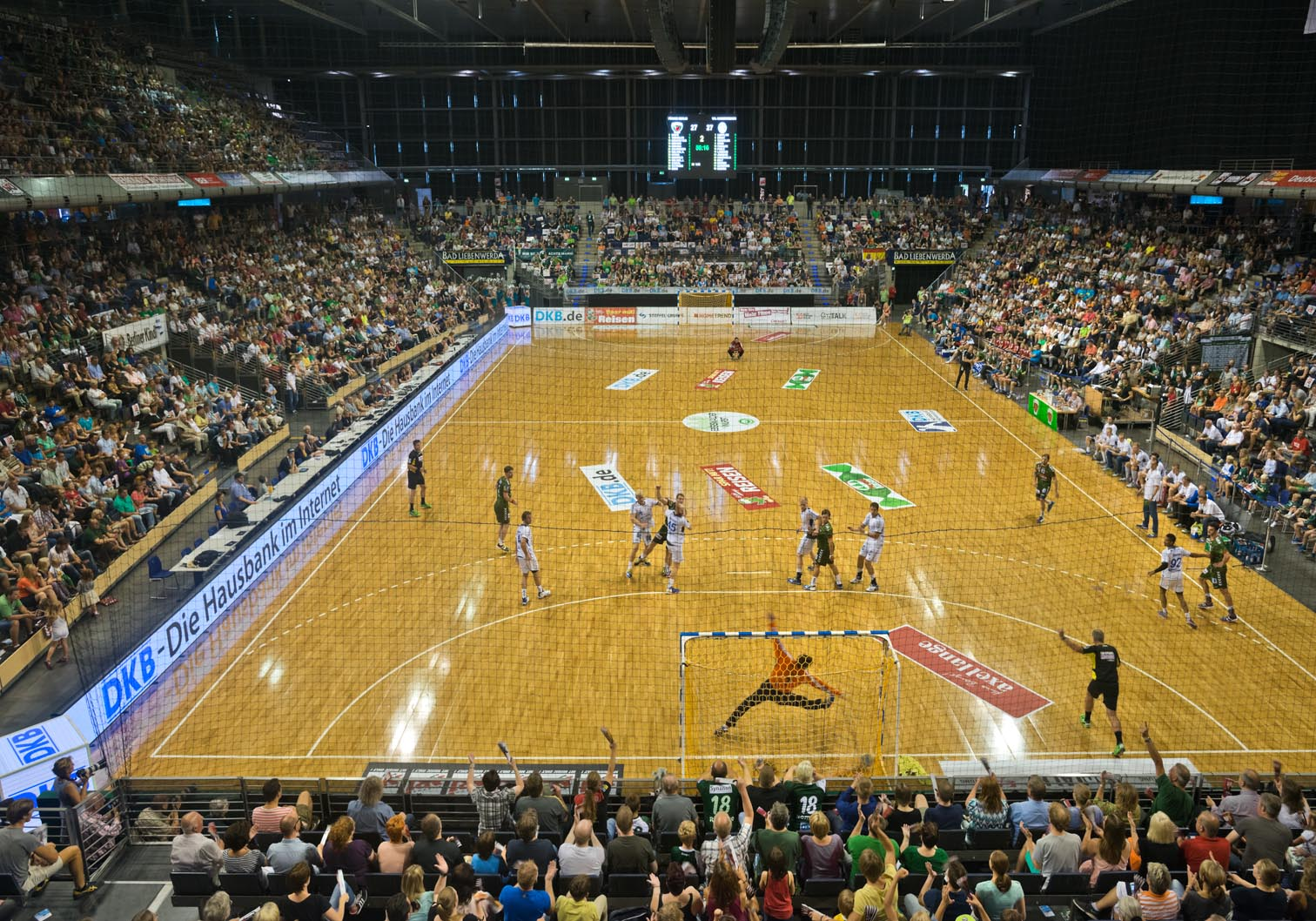
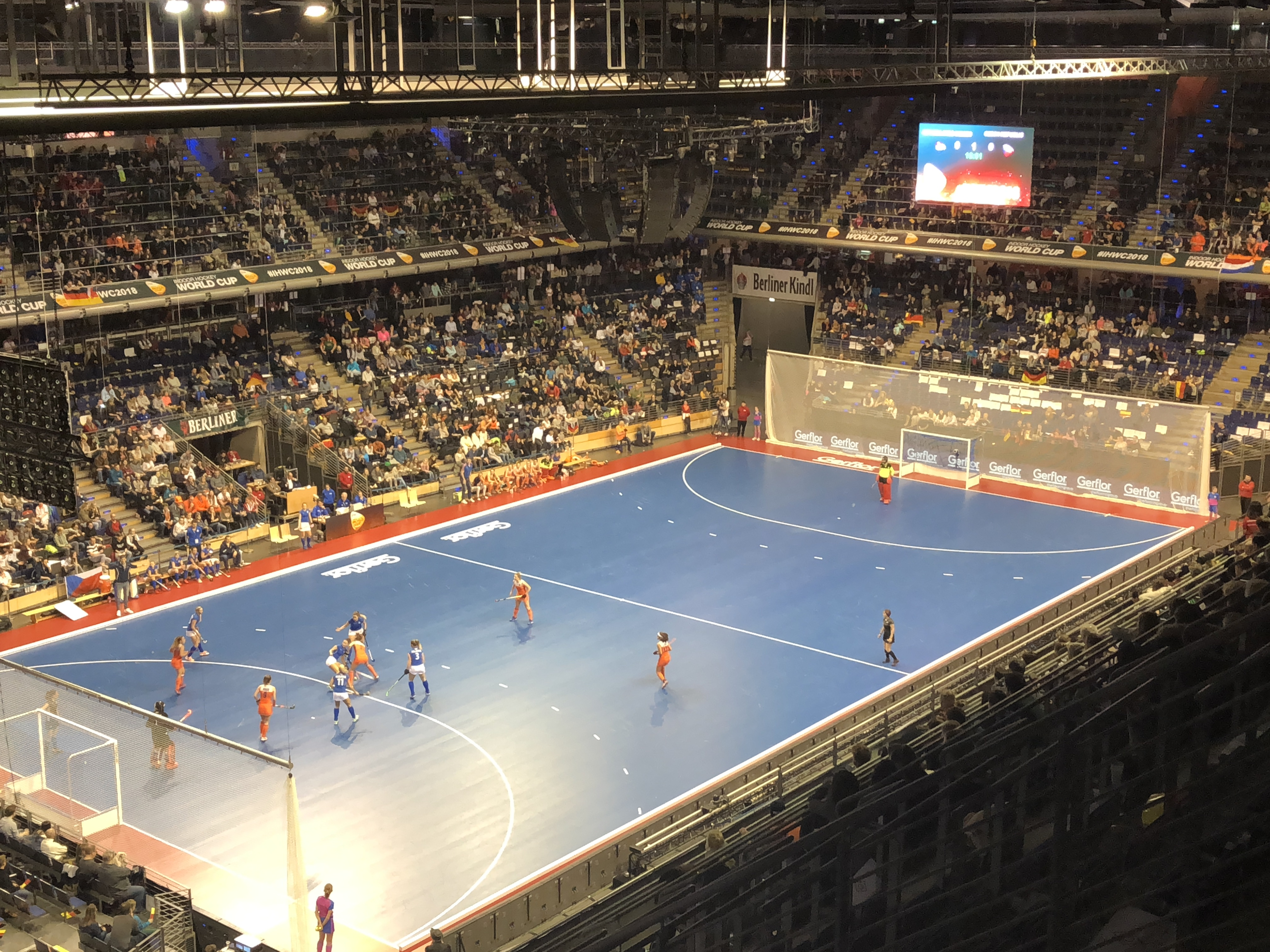